# Trabécula septomarginal
A trabécula septomarginal é uma banda muscular de tecido cardíaco situada no ventrículo direito do coração, ligando o septo interventricular ao músculo papilar anterior. A sua função é atuar como via de condução dos estímulos provenientes do feixe de His.